# Bob Wood
Robert A. "Bob" Wood (La Farge, Wisconsin; 7 de octubre de 1921-Roscoe, Illinois; 26 de octubre de 2014) fue un baloncestista estadounidense que disputó una temporada en la NBA. Con 1,78 metros de estatura, jugaba en la posición de base.

## Trayectoria deportiva

### Universidad
Jugó entre su etapa universitaria con los Huskies de la Universidad del Norte de Illinois, convirtiéndose en el primer jugador de dicha institución en llegar a jugar en la NBA.

### Profesional
En la Temporada 1949-50 de la NBA fichó por los Sheboygan Redskins de la NBA, con los que jugó seis partidos, en los que promedió 1,2 puntos.

## Estadísticas de su carrera en la NBA

### Temporada regular
| Temporada | Edad | Equipo             | Liga | Pos. | P | TIT | MIN | TC  | TCA | %TC  | 3P | 3PA | %3P | TL  | TLA | %TL   | R.OF. | R.DEF. | REB | ASIS | ROB | TAP | PER | FP  | PTS |
| 1949-50   | 28   | Sheboygan Redskins | NBA  |      | 6 |     |     | 0.5 | 2.3 | .214 |    |     |     | 0.2 | 0.2 | 1.000 |       |        |     | 0.2  |     |     |     | 1.0 | 1.2 |
| Total     |      |                    | NBA  |      | 6 |     |     | 0.5 | 2.3 | .214 |    |     |     | 0.2 | 0.2 | 1.000 |       |        |     | 0.2  |     |     |     | 1.0 | 1.2 |